# Laputkî, Ivankiv
Laputkî (în ucraineană Лапутьки) este un sat în comuna Hornostaipil din raionul Ivankiv, regiunea Kiev, Ucraina.

## Demografie
Componența lingvistică a localității Laputkî
     Ucraineană (90,48%)
     Rusă (9,52%)
Conform recensământului din 2001, majoritatea populației localității Laputkî era vorbitoare de ucraineană (90,48%), existând în minoritate și vorbitori de rusă (9,52%).